# И не сказал ни единого слова
«И не сказал ни единого слова» (нем. Und sagte kein einziges Wort) — роман немецкого писателя Генриха Бёлля, вышедший в свет в издательстве «Kiepenheuer & Witsch» в 1953 году. В романе описывается жизнь многодетной семейной пары в послевоенное время в Германии, которая живет в абсолютной нищете в тесной комнатке и несмотря ни на что борется за сохранение своей любви.

## Сюжет
Семейная пара Фред и Кете живут раздельно в течение двух месяцев из-за того, что Фред болен алкоголизмом и не может контролировать вспышки своей агрессии. Фреда раздражает теснота комнаты, в которой Кете живет с тремя детьми, шум и убожество этого жилища. Пара получает небольшую финансовую поддержку от хозяйки комнаты, крайне религиозной госпожи Франке, состоящей в отличных отношениях с местным духовенством, формально исполняющей все церковные ритуалы, но в жизни оказывающейся черствой и бесчувственной к своим ближним.
Действие романа начинается в субботу, 30 сентября и заканчивается двумя днями позже. Основная сюжетная линия — подготовка к встрече Фреда и Кете и собственно сама эта встреча, которая подталкивает беременную четвёртым ребенком Кете к решению разорвать отношения. Однако случайное «столкновение» на улице открывает Фреду глаза и заставляет его вернуться обратно в квартиру и в семью.

## В переводе на русском языке
- Бёлль Г. И не сказал ни единого слова…: Роман. — Пер. Л. Черной и Д. Мельникова; Предисл. Л. Копелева/. — М.: Изд-во иностранной литературы, 1957. — 163 с.
- Бёлль Г. И не сказал ни единого слова…: Роман. / Хлеб ранних лет: Повесть / Пер. с нем. Л. Черной и Д. Мельникова; [Вступ. статья Л. Копелева]. . — М.: Изд-во иностр. лит., 1959. — 253 с.
- Бёлль Г. И не сказал ни единого слова…: Роман. — Пер. Л. Чёрной и Д. Мельникова. / Хлеб ранних лет: Повесть. Пер. М. Рудницкого. — Новосибирск: Дет. лит.: Сиб. отд-ние, 1991. — 272 с. Тираж 200 000 экз. ISBN 5-08-007476-0
- Бёлль Г. И не сказал ни единого слова: Бильярд в половине десятого; Глазами клоуна: Романы / [Пер. с нем. Л. Чёрной]. — М.: ЭКСМО-пресс, 2000. — 608 с.; ISBN 5-04-004831-9 (Двадцатый век)
- Heinrich Böll Und sagte kein einziges Wort; комментарии и словарь Т. В. Ряпиной. — М.: Айрис-пресс, 2004. — 315 с.: ил.; ISBN 5-8112-0769-7 (Читаем в оригинале: Deutsch)